# CSA Air
CSA Air (mã ICAO = IRO) là hãng hàng không vận chuyển hàng hóa của Hoa Kỳ, trụ sở ở Kingsford, Michigan. Căn cứ chính của hãng ở Sân bay Ford, Iron Mountain, Michigan.

## Lịch sử
CSA Air được thành lập và bắt đầu hoạt động từ năm 1998, do công ty "Air T Inc." làm chủ. Hãng có các dịch vụ vận chuyển hàng hóa tốc hành trong các tiểu bang Michigan, Wisconsin, Minnesota, Illinois, Indiana, Nam Dakota và Canada, mỗi ngày 52 chuyến bay.

## Đội máy bay
(Tháng 3/2007):
- 1 Cessna 208 Caravan
- 27 Cessna Caravan 675